# 比叡山鉄道
比叡山鉄道株式会社（ひえいざんてつどう）は、滋賀県大津市に本社を置き、同市内でケーブルカーを運営している鉄道事業者。京阪ホールディングスの連結子会社である。また過去には損害保険代理店業務・旅行業者の代理店業務を行っていた。
滋賀県に本社を置く鉄道・バス事業者の中では、数少ないスルッとKANSAI協議会加盟事業者である。PiTaPa、ICOCAなどのICカードは使えない。
なお、滋賀県内の鉄道・バスでスルッとKANSAI対応カードが使用できたのは、比叡山鉄道と京阪京津線、および京阪バス、京都バス比良線（冬季運休）の路線バスだけである。

## 歴史
以下、特記のないものの出典は比叡山鉄道株式会社 (2003, pp. 48–55)による。
- 1924年（大正13年）10月23日 比叡登山鉄道株式会社として設立。
- 1926年（昭和元年）12月27日 比叡山鉄道株式会社に商号変更。
- 1927年（昭和2年）3月15日 路線開業、営業開始。
- 1945年（昭和20年）3月19日 企業整備令で休業。
- 1946年（昭和21年）8月7日 営業再開。
- 1966年（昭和41年）3月30日 比叡山山上での土産物売店、食堂の営業を開始。
- 1968年（昭和43年） 京都タワーホテル内での売店の営業を開始。
- 1972年（昭和47年）6月22日 損害保険代理店業務を開始（東京海上火災保険代理店）。
- 1983年（昭和58年）8月31日 比叡山山上および京都タワーホテル内での売店、食堂の営業から撤退。
- 1992年（平成4年） 親会社であった京福電気鉄道が比叡山鉄道の株式を京阪電気鉄道へ全部譲渡、これに伴い京阪の子会社となり京阪グループの一員となる。
- 1998年（平成10年）4月10日 旅行代理店登録業務を開始（京阪交通社代理店）。
- 2001年（平成13年）3月31日 損害保険代理店業務を休止。

## 路線
- 比叡山鉄道線（坂本ケーブル）